# Народный меджлис Мальдив
Народный меджлис (мальд. ރައްޔިތުންގެ މަޖިލިސް, Rayyithunge Majilis) — однопалатный законодательный орган (меджлис) Мальдив.

## История
Совет был создан Султаном Мухаммадом Шамсуддином III для составления проекта конституции Мальдивских Островов 9 марта 1931 года. Совет завершил и принял конституцию 22 декабря 1932 года. Эта конституция была основой для образования, первого меджлиса Мальдив. Заседания этого Меджлиса проводились в «Хакура Гандувару». Первым президентом или спикером Меджлиса был Аль-Амер Мохаммед Фарид Диди. Мальдивами тогда управлял султан, и появление новой конституции рассматривалось как угроза султанату. Таким образом, мобы были спровоцированы против конституции, и она была публично отменена. С тех пор конституция Мальдивских островов была пересмотрена несколько раз.

## Состав
Парламент состоит из 93 депутатов, избираемых на пятилетний срок. Ежегодно в последний четверг февраля президент Мальдив открывает сессию парламента. 

## Полномочия
В полномочия меджлиса входит рассмотрение и принятие всех законопроектов за исключением Конституции, а также утверждение ежегодного бюджета.
Законопроекты представляются Меджлису в качестве векселей. Правительство или члены представляют законопроекты на рассмотрение Меджлиса. Как только законопроект будет представлен, начинается этап комитета, и участники обсуждают положения законопроекта. Члены могут также предлагать поправки или предлагать принять законопроект в ходе прений. Члены также имеют право направить законопроект в любой из соответствующих комитетов для дальнейшего изучения и обсуждения. Если законопроект будет отправлен в комитеты, то никаких дальнейших прений или голосования по законопроекту не будет, пока комитет не представит свои окончательные выводы по законопроекту.
Как только этап комитета закончен, члены отдают свои голоса, чтобы решить, пройдет ли законопроект или нет. Если в законопроект предлагается внести поправку, то сначала члены голосуют за эту поправку. Когда поправки передаются, члены голосуют, чтобы решить судьбу законопроекта. Как только законопроект будет принят, он будет отправлен президенту в течение семи дней для президентского согласия. Президент должен дать свое распоряжение по законопроекту в течение тридцати дней или вернуть его в Меджлис для дальнейшего рассмотрения или рассмотрения любых поправок, предложенных президентом.
Если законопроект не был возвращен в Маджлис президентом или даже если президент не ратифицировал законопроект в течение тридцати дней, законопроект считается законом. Если законопроект будет отправлен обратно в Меджлис, члены могут принять решение о передаче законопроекта, как было раньше, или они могут рассмотреть замечания президентов.